# Wilhelm Esser (Philosoph)
Wilhelm Esser (* 21. Februar 1798 in Düren; † 6. Oktober 1854 ebenda) war ein deutscher Philosoph und Hochschullehrer.

## Leben
Esser erhielt zunächst vier Jahre Privatunterricht und ging dann an das Gymnasium in Düren. 1814 wechselte er nach Köln. Dort absolvierte er theologische, philosophische und philologische Studien, die er von 1816 bis zu deren Schließung 1818, an der Universität Münster fortsetzte. Er lehnte einen Ruf als Lehrer an das Lyceum Hosianum nach Braunsberg ab, um seinem akademischen Lehrer Georg Hermes an die neugegründete Universität Bonn zu folgen und seine Studien bei ihm fortzusetzen. Daneben hörte er klassische Philologie bei Karl Friedrich Heinrich und August Ferdinand Naeke. In Bonn wurde er 1821 mit der Dissertation De prima et altera pars quae fertur Nubium Aristophanis editione ad Elvenichium dissertatio zum Dr. phil. promoviert. Noch im selben Jahr habilitierte er sich an der Bonner Universität und lehrte anschließend als Privatdozent der Philosophie.
Esser folgte 1823 einem Ruf als außerordentlicher Professor der Philosophie an die Akademie zu Münster und stieg dort 1826 zum ordentlichen Professor der Philosophie und Philologie auf. Zudem war er zweiter Direktor des philologischen Seminars der Akademie.
Esser starb 1854 bei einem Ferienauftenhalt in seiner Heimatstadt.

## Werke (Auswahl)
- System der Logik. Elberfeld 1823.
- Moralphilosophie. Coppenrath, Münster 1827.
- Denkschrift auf Georg Hermes. DüMont-Schauberg, Köln 1832.
- Franz von Fürstenberg’s Leben und Wirken. Deiters, Münster 1842.
- Psychologie. 2 Bände. Cazin, Münster, 1854.